# Флаг Тасмании
Флаг Тасмании является символом австралийского штата Тасмания. Был принят 25 сентября 1875 года.
Нынешний Флаг губернатора Тасмании, принятый парламентом штата в феврале 1977 г., отличается от флага Тасмании наличием короны святого Эдуарда.

## Описание
Флаг представляет синий флаг с эмблемой штата (красный лев на белом круге, такой же как и на щите герба Тасмании). 

## История
7 августа 1869 г. королева Виктория предложила создать флаг колонии Тасмания (и других австралийских колоний). Флаг учредили через 7 лет. Первоначально лев должен был быть золотистого цвета, но его создатели решили использовать более традиционный красный. С 1876 года флаг почти не претерпевал никаких изменений, лишь однажды был немного изменён дизайн льва.